# Виреоновые эсперито
Виреоновые эсперито (лат. Dysithamnus) — род птиц из семейства типичных муравьеловковых (Thamnophilidae), объединяющий местные виды тропической Америки — с юго-востока Мексики, через Центральную и Южную Америку на северо-восток Аргентины.
Этот род был впервые описан немецким орнитологом Жаном Кабанисом в 1847 году. Типовой вид впоследствии был обозначен, как Dysithamnus stictothorax.

## Этимология
Название происходит из древнегреческих слов duō — «погрузиться» и thamnos — «кустарник», что означает «погрузиться в кусты».

## Биологическое описание

### Внешний вид
Птицы этого рода довольно малы, размером от 11,5 до 12,5 см в длину, пухлые, короткие, с довольно прочными клювами.

### Распространение
Широко встречаются в подлеске, главным образом в субтропическом предгорье. Ни одного вида не найдено в регионе Амазонки.

## Таксономия и систематика
В состав рода включают восемь видов:
- Dysithamnus leucostictus Sclater, 1858
- Dysithamnus mentalis (Temminck, 1823) — Лесной виреоновый эсперито
- Dysithamnus occidentalis (Chapman, 1923)
- Dysithamnus plumbeus (Wied-Neuwied, 1831)
- Dysithamnus puncticeps Salvin, 1866 — Жемчужношапочный виреоновый эсперито
- Dysithamnus stictothorax (Temminck, 1823) — Пятнистогрудый виреоновый эсперито
- Dysithamnus striaticeps Lawrence, 1865 — Пестроголовый виреоновый эсперито
- Dysithamnus xanthopterus Burmeister, 1856 — Красноспинный виреоновый эсперито